# Ủy ban Chính sách và Truyền thông Đảng Dân chủ Thượng viện Hoa Kỳ
Ủy ban Chính sách và Truyền thông Đảng Dân chủ Thượng viện Hoa Kỳ (tiếng Anh: United States Senate Democratic Policy and Communication Committee) là ủy ban trực thuộc chịu trách nhiệm kiến nghị các đề xuất chính sách mới cho Đảng Dân chủ, hỗ trợ các thượng nghị sĩ Đảng Dân chủ nghiên cứu lập pháp, phát triển các báo cáo về luật pháp và chính sách, thực hiện các phiên điều trần giám sát, theo dõi lá phiếu, phân biệt giữa các vị trí của Đảng Dân chủ và Cộng hòa, đồng thời xây dựng sự đoàn kết trong đảng.
Ủy ban được thành lập vào năm 1947, theo đạo luật do Tổng thống Harry S. Truman, cùng trong đạo luật này, đồng cấp của ủy ban tại Đảng Cộng hòa là Ủy ban Chinh sách Đảng Cộng hòa Thượng viện cũng ra đời. Từ năm 1947 đến năm 2000, lãnh đạo tầng của Đảng Dân chủ đồng thời làm Chủ tịch Ủy ban Chính sách. Từ năm 1989 đến 1999 có hai chủ tịch. Lãnh đạo tầng là một trong hai chủ tịch, trong khi khi chủ tịch còn lại là một thành viên do Đảng chỉ định (về sau, cả hai chủ tịch do đảng chỉ định đều trở thành lãnh đạo tầng: Daschle vào năm 1995 và Reid từ năm 2005). Từ năm 1999, chỉ còn lại một chủ tịch duy nhất và vị trí Chủ tịch Ủy ban Chính sách trở thành một vị trí riêng biệt do Đảng Dân chủ Thượng viện bầu ra. Chủ tịch Ủy ban thường là thành viên cao cấp, hiện nay là thứ tư, trong Ban Lãnh đạo Đảng Dân chủ Thượng viện Hoa Kỳ.

## Chủ tịch
| Chủ tịch                                        | Chủ tịch         | Tiểu bang                                                  | Tiểu bang     | Nhiệm kỳ  |
| ----------------------------------------------- | ---------------- | ---------------------------------------------------------- | ------------- | --------- |
| Alben W. Barkley                                | Alben W. Barkley | Kentucky                                                   | Kentucky      | 1947–1949 |
| Scott W. Lucas                                  | Scott W. Lucas   | Illinois                                                   | Illinois      | 1949–1951 |
| Ernest McFarland                                | Ernest McFarland | Arizona                                                    | Arizona       | 1951–1953 |
| Lyndon Johnson                                  | Lyndon Johnson   | Texas                                                      | Texas         | 1953–1961 |
| Mike Mansfield                                  | Mike Mansfield   | Montana                                                    | Montana       | 1961–1977 |
| Robert Byrd                                     | Robert Byrd      | West Virginia                                              | West Virginia | 1977–1989 |
| Chủ tịch Thứ nhất (do Lãnh đạo Đảng kiêm nhiệm) | Tiểu bang        | Chủ tịch Thứ hai (do một Thành viên được chỉ định nắm giữ) | Tiểu bang     | Nhiệm kỳ  |
| George J. Mitchell                              | Maine            | Tom Daschle                                                | South Dakota  | 1989–1995 |
| Tom Daschle                                     | South Dakota     | Harry Reid                                                 | Nevada        | 1995–1999 |
| Chủ tịch                                        | Chủ tịch         | Tiểu bang                                                  | Tiểu bang     | Nhiệm kỳ  |
| Byron Dorgan                                    | Byron Dorgan     | North Dakota                                               | North Dakota  | 1999–2011 |
| Chuck Schumer                                   | Chuck Schumer    | New York                                                   | New York      | 2011–2017 |
| Debbie Stabenow                                 | Debbie Stabenow  | Michigan                                                   | Michigan      | 2017–nay  |

## Phó Chủ tịch
Phó Chủ tịch Ủy ban Chính sách và Truyền thông là chức vụ mới do Lãnh đạo Đảng Dân chủ Thượng viện Chuck Schumer tạo ra cho Thượng nghị sĩ Joe Manchin vào năm 2017. Phó Chủ tịch DPCC có vai trò hỗ trợ cuộc họp kín với các đề xuất chính sách, tiếp cận cộng đồng, nghiên cứu lập pháp và sự thống nhất của đảng.
Năm 2021, Lãnh đạo Đảng Dân chủ Thượng viện Chuck Schumer bổ sung Thượng nghị sĩ Cory Booker từ New Jersey trở thành Phó Chủ tịch. Từ thời điểm này, có 2 Phó Chủ tịch của Ủy ban phục vụ đồng thời
| Phó Chủ tịch | Tiểu bang     | Nhiệm kỳ | Quốc hội | Nhiệm kỳ                         | Tiểu bang                        | Phó Chủ tịch                     |
| ------------ | ------------- | -------- | -------- | -------------------------------- | -------------------------------- | -------------------------------- |
| Joe Manchin  | West Virginia | 2017–nay | 115      | Chỉ có một Phó Chủ tịch duy nhất | Chỉ có một Phó Chủ tịch duy nhất | Chỉ có một Phó Chủ tịch duy nhất |
| Joe Manchin  | West Virginia | 2017–nay | 116      | Chỉ có một Phó Chủ tịch duy nhất | Chỉ có một Phó Chủ tịch duy nhất | Chỉ có một Phó Chủ tịch duy nhất |
| Joe Manchin  | West Virginia | 2017–nay | 117      | 2021–nay                         | New Jersey                       | Cory Booker                      |